# Lambeth (ville)
Pour les articles homonymes, voir Lambeth.
Lambeth est un district située dans le Grand Londres à environ 1,6 km de Charing Cross. Il est situé sur la rive droite de la Tamise, en face de Westminster et est surtout connu pour la résidence de l'archevêque de Cantorbéry.

## Histoire

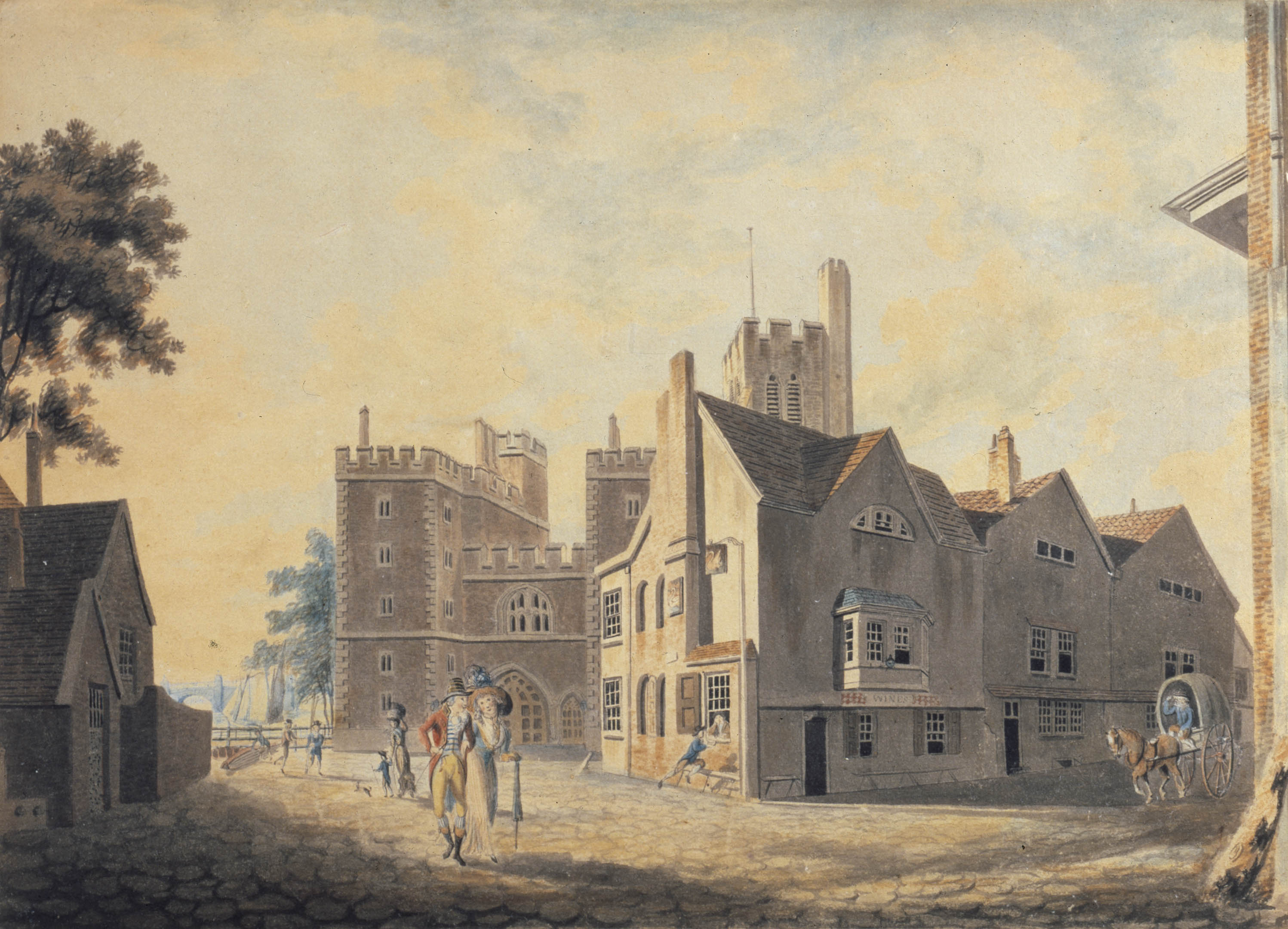
Vue sur le palais de l'archevêque, Lambeth
William Turner (1790),
musée d'Art d'Indianapolis.

Le village anglais de Lambeth s'est développé autour de Lambeth Palace, résidence de l'archevêque de Canterbury depuis le XIIIe siècle. Il est cité au XIe siècle dans un document sous le nom de Lamhytha, et plus tard Lambehithe, forme ancienne de Lamb Hythe, c'est-à-dire le « quai des agneaux ».

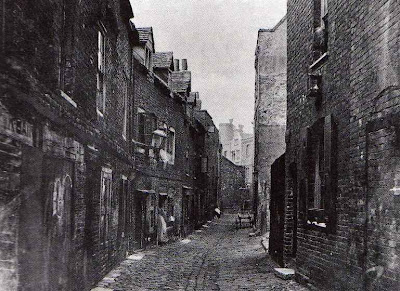
Fore Street (v. 1880).

Dans l'ancien Hôpital de Bethléem (1812 et 1843) est installé le Musée de la Guerre. L'industriel Henry Maudslay y établit ses ateliers vers 1800 (fermés en 1904).
Il a régulièrement servi de lieu de rencontre pour les évêques de la communion anglicane, à la conférence de Lambeth.
Le roi d'Angleterre et du Danemark Knut III y mourut au XIe siècle.
Le peintre William Turner représenta le Palais de l'archevêque dans une de ses toutes premières aquarelles en 1790. Elle est conservée au Musée d'Indianapolis.
En 1848, la gare de Waterloo fut ouverte dans le quartier.
Originellement dans Southwark, St Thomas' Hospital, un des hôpitaux principaux de Londres, se trouve à Lambeth depuis 1871.

## Divers
Thomas Neill Cream, dit « L'empoisonneur de Lambeth », assassina à la strychnine quatre prostituées de Lambeth, quartier dans lequel il résidait lui-même. Arrêté et jugé, il fut pendu à la prison de Newgate en 1892.
Le nom d'une rue dans le quartier, Lambeth Walk, devint le titre d'une danse et chanson populaire dans les années 1930.

## Jumelage
Lambeth est jumelée avec :
- Vincennes (France)

## Personnalités liées à la ville
- William Blake, peintre et poète, a vécu au 13 Hercules Buildings entre 1790 et 1800[3].
- Frederick Edward Beckwith, nageur, y enseigna
- Tom Sturridge, acteur, y est né en 1985.
- Naveen Andrews, acteur, y est né en 1969.
- John Dimmer, officier, récipiendaire de la croix de Victoria, y est né en 1883.
- Charles Chaplin Sr, artiste, père de l'acteur Charlie Chaplin, y est décédé en 1901.
- Mike Brewer, présentateur de l'émission Wheeler Dealers, y est né en 1964.
- Susan Nye, femme politique, est nommée baronne de Lambeth en 2010.
- Joy Crookes, chanteuse, y est née en 1998.

1. Ava Vidal, humoriste, y est née en 1976.

- Chris Powell, ancien footballeur devenu entraîneur, y est né en 1969.
- Stella McCartney, styliste et créatrice de sa marque de mode, fille de Paul McCartney et de Linda Eastman, y est née en 1971.